# James Hamilton (Politiker, 1918)
James „Jimmy“ Hamilton, CBE (* 11. März 1918; † 11. April 2005) war britischer Politiker der Labour Party, der unter anderem von 1964 bis 1987 Mitglied des House of Commons war sowie verschiedene Juniorminister-Posten bekleidete.

## Leben
James „Jimmy“ Hamilton, Sohn des George Hamilton und der Margaret Carey, war als Bauingenieur tätig und engagierte sich in der Bauingenieurwesen-Gewerkschaft CEU (Constructional Engineering Union). Sein politisches Engagement für die Labour Party begann er als Mitglied des Rates der schottischen Grafschaft Lanarkshire, dem er seit 1956 angehörte, war. Bei der Unterhauswahl am 15. Oktober 1964 wurde er als Nachfolger seines Parteifreundes John Timmons im Wahlkreis „Bothwell“ erstmals zum Mitglied des House of Commons gewählt und vertrat diesen Wahlkreis bis zu dessen Auflösung am 9. Huni 1983. Während dieser Zeit war er zwischen 1969 und 1970 stellvertretender Parlamentarischer Geschäftsführer (Assistant Whip) der Fraktion der regierenden Labour Party sowie im Anschluss von 1970 bis 1974 Parlamentarischer Geschäftsführer der nunmehr oppositionellen Labour-Fraktion im Unterhaus.
Nach dem Sieg der Labour Party bei der Unterhauswahl am 10. Oktober 1974 war Hamilton zunächst Lord des Schatzamtes (Lord of the Treasury) und danach als Nachfolger von Don Concannon von 1974 bis zu seiner Ablösung durch Donald Coleman 1978 Vice-Chamberlain of the Royal Household ab und fungierte damit als Stellvertreter des Oberkammerherrn (Lord Chamberlain of the Household). Er selbst wiederum übernahm nach dem Tod von Joseph Harper am 24. Juni 1978 das Amt als Comptroller of the Household und hatte dieses Amt bis zur Niederlage der Labour Party bis zur Niederlage bei der Wahl am 3. Mai 1979 inne, woraufhin Spencer Le Marchant dieses Amt übernahm. Für seine Verdienste wurde er 1979 zum Commander des Order of the British Empire (CBE) ernannt.
Nach der Auflösung seines bisherigen Wahlkreises „Bothwell“ wurde Jimmy Hamilton bei der Unterhauswahl am 9. Juni 1983 im neu geschaffenen Wahlkreis „Motherwell North“ wieder zum Mitglied des Unterhauses gewählt und vertrat diesen Wahlkreis bis zur nächsten Unterhauswahl am 11. Juni 1987, woraufhin sein Parteifreund John Reid zum neuen Abgeordneten gewählt wurde.
Aus seiner 1945 geschlossenen Ehe mit Agnes McGhee gingen ein Sohn und drei Töchter hervor.